# The Call of Youth
The Call of Youth er en britisk stumfilm fra 1921 af Hugh Ford.

## Medvirkende
- Mary Glynne som Betty Overton
- Marjorie Hume som Joan Lawton
- Jack Hobbs som Hubert Richmond
- Malcolm Cherry som James Agar
- Ben Webster som Mark Lawton
- Gertrude Sterroll som Mrs. Lawton
- Victor Humphrey som Peter Hoskins
- John Peachey som Dr. Michaelson
- Ralph Foster